# Lipsothrix nervosa
Lipsothrix nervosa är en tvåvingeart som beskrevs av Edwards 1938. Lipsothrix nervosa ingår i släktet Lipsothrix och familjen småharkrankar. Inga underarter finns listade i Catalogue of Life.